# Santana (Niterói)
Santana é um dos bairros mais antigos da Zona Norte de  Niterói, limitando-se com São Lourenço, Fonseca, Engenhoca, Barreto, Ilha da Conceição e Ponta D'Areia, além das águas da Baía de Guanabara.

## História
Inicialmente suas terras foram ocupadas por plantações, mas a proximidade do mar foi fator fundamental para entender fatos que marcaram a história do bairro. 
Há registros do séc. XIX sobre a Fazenda de Sant'Anna, do Brigadeiro João Nepomuceno Castrioto, para cuja capela cogitou-se transferir a igreja da freguesia de São Lourenço. Às margens da Baía de Guanabara, ancoradouros e depois o porto de Niterói. Ao longo do tempo foram desenvolvidas em Santana diferentes atividades econômicas: a pesca, a agricultura, a extração mineral e o comércio, este originando grandes armazéns. Nos limites do bairro, junto a São Lourenço e na entrada do Fonseca, construiu-se, de 1873 a 1892, por deliberação do Governo provincial, a matriz de São Lourenço.

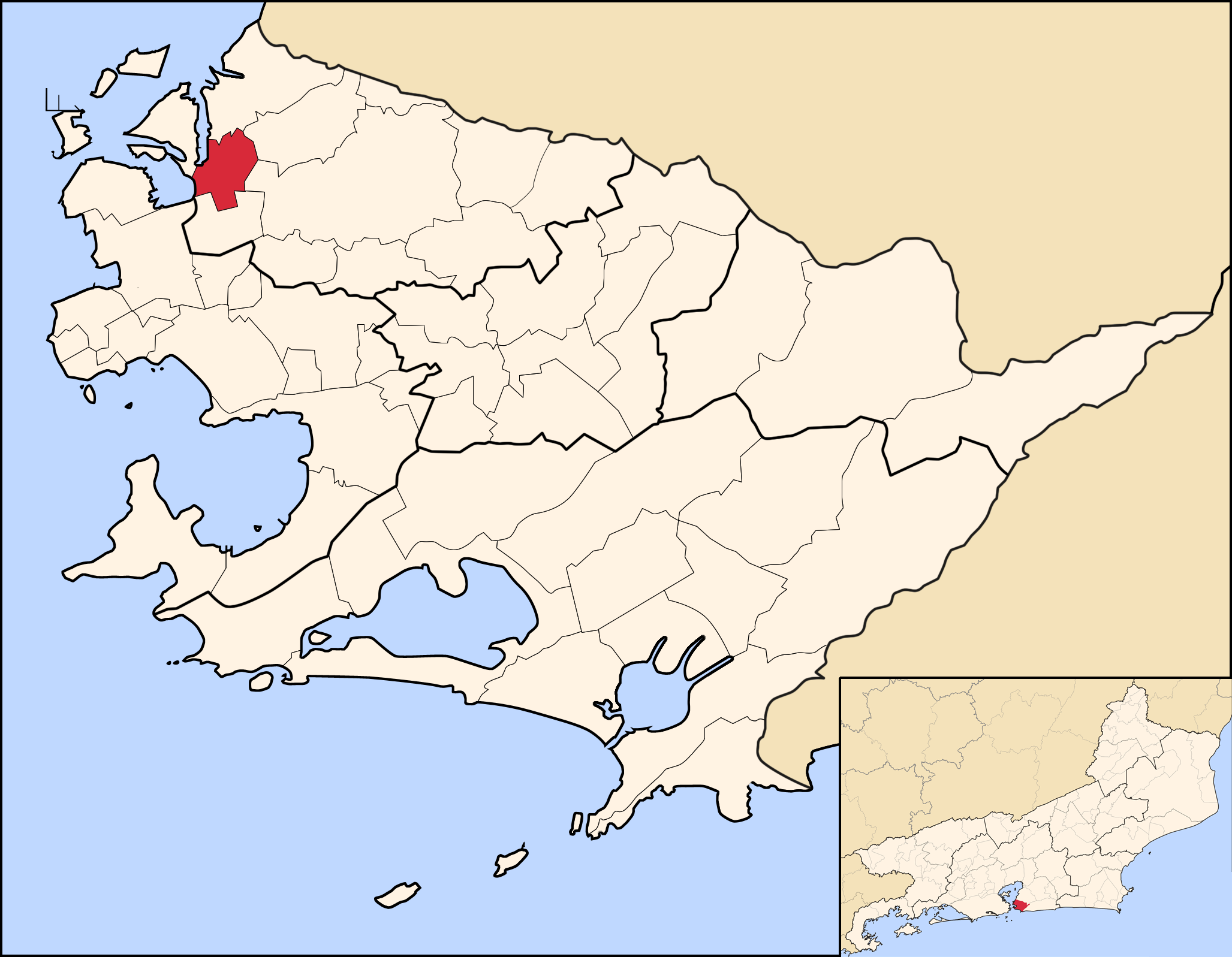
Localização do bairro de Santana no município de Niterói.

O lugar tornou-se nesta época o principal ponto de referência dos três bairros. O largo de Santana posteriormente passou a ser conhecido e chamado de Ponto dos (de) Cem Réis, preço da passagem do bonde que aí fazia uma parada. Devido ao desenvolvimento urbano do Fonseca, a área passou a ser muito mais integrada ao bairro, com ele se confundindo. No Ponto de Cem Réis instalaram-se estabelecimentos comerciais que serviam a diferentes bairros. Posteriormente iria ocorrer a instalação de indústrias como estaleiros de reparos navais, refinaria de açúcar, fábrica de vidros e fábricas de beneficiamento de pescado.
Muitas destas atividades deixaram de existir, mas algumas sobrevivem até hoje. No início do século XX o bairro ganha novas áreas e atividades. Ainda na década de 20 são feitas as obras do aterrado de São Lourenço, no mangue que ali existia. Este aterro tinha com objetivo de facilitar a construção do Porto de Niterói, da Estação Ferroviária e de uma nova avenida, a Feliciano Sodré no limite do bairro com o Centro e São Lourenço.
Já na década de 70, a construção da Ponte Rio-Niterói, traz novas mudanças: prédios são derrubados (inclusive onde funcionava o Centro Pró-Melhoramentos Santana/São Lourenço), viadutos são construídos dividindo o bairro - o Ponto de Cem Réis, que é o único lugar ainda reconhecido como Santana, e a parte maior, identificada pelos moradores como Largo Do Barradas.
O que verificou-se em Santana, no decorrer dos anos, foi a progressiva substituição de determinadas atividades por outras, que ocuparam os prédios e espaços já existentes. Alguns prédios, por sua vez, encontram-se abandonados ou em ruínas. Significativo pela dimensão e o estado geral de abandono é o espaço antes ocupado pela Rede Ferroviária Federal: seus prédios, estação, oficinas e pátio de manobras, onde mato e lama predominam, são testemunhos de época. Hoje não existe mais movimento de trens, com saídas e retornos para Guapimirim e Porto das Caixas.A antiga estação esta dando lugar as instalações do Metrô, que vai ligar o Rio de Janeiro a Guaxindiba.

## Rua Benjamim Constant
A rua Benjamim Constant, que corta todo o bairro no sentido Norte-Sul, foi durante muito tempo a única via de acesso para os outros lugares da região (Barreto, Engenhoca, Tenente Jardim) e para o município de São Gonçalo. Por ela passaram as carroças e diligências que ligavam Niterói a São Gonçalo, substituídas por bondes puxados a burro, bondes de tração elétrica e veículos motorizados. O crescimento urbano e o desenvolvimento econômico geraram a necessidade de novas vias. Na década de 60 foi construída a Avenida do Contorno junto à orla da baía, desafogando o tráfego da Benjamin Constant.